# NGC 6234
NGC 6234 est une galaxie lenticulaire relativement éloignée et située dans la constellation d'Ophiuchus. Sa vitesse par rapport au fond diffus cosmologique est de 9 554 ± 56 km/s, ce qui correspond à une distance de Hubble de 140,9 ± 9,9 Mpc (∼460 millions d'al). NGC 6234 a été découverte par l'astronome allemand Albert Marth en 1863.